# Karl Butsch
Karl Butsch (* 27. Juli 1893 in Brenden; † 23. März 1974 in Freiburg im Breisgau) war ein deutscher Bankkaufmann.

## Werdegang
Butsch wurde als Sohn des Hauptlehrers Karl Butsch geboren. Sein Vater starb früh. Nachdem er am Gymnasium Freiburg seine Reifeprüfung abgelegt hatte, immatrikulierte er sich am 31. Oktober 1911 an der Juristischen Fakultät der Universität Freiburg, an der er bis zum Sommersemester 1913 als Studierender blieb.
Butsch heiratete Johanna Gaess am 1. September 1923 in Freiburg.
In den 1950er Jahren war Butsch Direktor der Freiburger Filiale der Süddeutschen Bank AG und Mitglied zahlreicher Aufsichtsräte, zum Teil als Vorstand. 
Am 11. Juli 1951 wurde er mit zwei anderen Freiburger Bankkaufleuten zum Ehrensenator der Universität Freiburg ernannt.
Er starb am 23. März 1974 in Freiburg.

## Ehrungen
- 11. Juli 1951: Ehrensenator der Universität Freiburg
- Januar 1952: Großes Verdienstkreuz der Bundesrepublik Deutschland